# Tennille
La ville  de Tennille est située dans le comté de Washington, dans l’État de Géorgie, aux États-Unis. Sa population s’élevait à 1 539 habitants lors du recensement de 2010, estimée à 1 854 habitants en 2016.

## Démographie
| 1880 | 1890 | 1900  | 1910  | 1920  | 1930  |
| ---- | ---- | ----- | ----- | ----- | ----- |
| 99   | 953  | 1 121 | 1 622 | 1 768 | 1 666 |

| 1940  | 1950  | 1960  | 1970  | 1980  | 1990  |
| ----- | ----- | ----- | ----- | ----- | ----- |
| 1 758 | 1 713 | 1 837 | 1 753 | 1 709 | 1 552 |

| 2000  | 2010  | - | - | - | - |
| ----- | ----- | - | - | - | - |
| 1 505 | 1 539 | - | - | - | - |

## Personnalités
- McHenry Boatwright (1928-1994), baryton afro-américain, est né à Tennille.

## Source
- (en) Cet article est partiellement ou en totalité issu de l’article de Wikipédia en anglais intitulé « Tennille, Georgia » (voir la liste des auteurs).